# Jong PSV in het seizoen 2013/14
Het seizoen 2013/14 was het eerste seizoen dat Jong PSV, het tweede elftal van de club PSV, uitkwam in de Eerste divisie. PSV had hiermee samen met AFC Ajax en FC Twente een primeur: het was voor het eerst dat clubs hun beloftenelftallen mochten inschrijven voor de Eerste divisie.
Jong PSV had net als de twee andere beloftenelftallen niet de mogelijkheid om te promoveren of om deel te nemen aan de nacompetitie. Wel konden ze kampioen worden. De selectie en de spelers die de beloftenelftallen in de Eerste divisie mochten opstellen, waren gebonden aan een aantal door de KNVB bepaalde restricties. Zo mochten spelers van de club die in het seizoen niet meer dan vijftien keer zijn uitgekomen voor het eerste elftal, ook uitkomen voor het beloftenteam.
Jong PSV wist al in de tweede periode van de Eerste divisie geschiedenis te schrijven door de periodetitel te pakken. De ploeg van Darije Kalezic eindigde in de periode wel achter FC Dordrecht, maar de Schapenkoppen hadden de eerste periode al gewonnen. Jong PSV was daardoor het eerste beloftenelftal dat de periodetitel pakte. De ploeg ontving daarnaast de Bronzen Stier voor beste team en Kalezic kreeg er ook een voor de beste trainer van de tweede periode. Echter doordat het eerste van PSV uitkwam in de Eredivisie, ging het recht op nacompetitie naar Sparta Rotterdam.
Jong PSV eindigde in het eerste seizoen in de Eerste divisie op een tiende plaats en werd daarmee het beste beloftenteam in het eerste seizoen waarin beloftenelftallen deel mochten nemen aan de Eerste divisie. Het eindigde voor Jong Ajax en Jong FC Twente. De ploeg pakte in 38 wedstrijden 54 punten en eindigde met een doelsaldo van +5 (62 goals en 57 tegengoals).

## Selectie 2013/2014
| Nr. (Jong PSV) | Nat.                | Naam                       | Positie | Eerste divisie | Eerste divisie | Contract | Seizoen (Sinds deelname Eerste divisie) | Vorige club              | Debuut (Sinds deelname Eerste divisie) |         |         |         |         |         |         |         |         |         |
| Nr. (Jong PSV) | Nat.                | Naam                       | Positie | W              |                | Contract | Seizoen (Sinds deelname Eerste divisie) | Vorige club              | Debuut (Sinds deelname Eerste divisie) |         |         |         |         |         |         |         |         |         |
| Keepers        | Keepers             | Keepers                    | Keepers | Keepers        | Keepers        | Keepers  | Keepers                                 | Keepers                  | Keepers                                | Keepers | Keepers | Keepers | Keepers | Keepers | Keepers | Keepers | Keepers | Keepers |
| -------------- | ------------------- | -------------------------- | ------- | -------------- | -------------- | -------- | --------------------------------------- | ------------------------ | -------------------------------------- | ------- | ------- | ------- | ------- | ------- | ------- | ------- | ------- | ------- |
| -              | Vlag van Nederland  | Jesse Bertrams             | DM      | 6              | 0              | 2015     | 1e                                      | Jeugdopleiding           | 28 oktober 2013                        |         |         |         |         |         |         |         |         |         |
| -              | Vlag van Nederland  | Nigel Bertrams*            | DM      | 9              | 0              | 2016     | 1e                                      | Jeugdopleiding           | 3 augustus 2013                        |         |         |         |         |         |         |         |         |         |
| -              | Vlag van Nederland  | Benjamin van Leer          | DM      | 14             | 0              | 2014     | 1e                                      | Jeugdopleiding           | 30 augustus 2013                       |         |         |         |         |         |         |         |         |         |
| -              | Vlag van Curaçao    | Zeus de la Paz             | DM      | 1              | 0              |          | 1e                                      | Jeugdopleiding           | 21 maart 2014                          |         |         |         |         |         |         |         |         |         |
| -              | Vlag van Polen      | Przemyslaw Tyton*          | DM      | 7              | 0              | 2016     | 1e                                      | Roda JC                  | 19 augustus 2013                       |         |         |         |         |         |         |         |         |         |
| -              | Vlag van Nederland  | Jeroen Zoet*               | DM      | 1              | 0              | 2017     | 1e                                      | RKC Waalwijk (huurbasis) | 16 november 2013                       |         |         |         |         |         |         |         |         |         |
| Verdedigers    |                     |                            |         |                |                |          |                                         |                          |                                        |         |         |         |         |         |         |         |         |         |
| -              | Vlag van Nederland  | Suently Alberto            | CV      | 3              | 0              |          | 1e                                      | Jeugdopleiding           | 28 maart 2014                          |         |         |         |         |         |         |         |         |         |
| -              | Vlag van Colombia   | Santiago Arias*            | RB      | 2              | 0              | 2017     | 1e                                      | Sporting Lissabon        | 2 september 2013                       |         |         |         |         |         |         |         |         |         |
| -              | Vlag van Nederland  | Joshua Brenet*             | RB/LB   | 9              | 1              | 2014     | 1e                                      | Jeugdopleiding           | 2 december 2013                        |         |         |         |         |         |         |         |         |         |
| -              | Vlag van Nederland  | Dennis Dengering           | RB      | 16             | 0              | 2015     | 1e                                      | Jeugdopleiding           | 24 augustus 2013                       |         |         |         |         |         |         |         |         |         |
| -              | Vlag van Nederland  | Sander Heesakkers          | CV      | 11             | 0              | 2016     | 1e                                      | Jeugdopleiding           | 30 september 2013                      |         |         |         |         |         |         |         |         |         |
| -              | Vlag van IJsland    | Hjörtur Hermannsson        | CV      | 25             | 0              | 2015     | 1e                                      | Fylkir Reykjavík         | 19 augustus 2013                       |         |         |         |         |         |         |         |         |         |
| -              | Vlag van Nederland  | Jorrit Hendrix*            | CV      | 4              | 0              | 2016     | 1e                                      | Jeugdopleiding           | 3 augustus 2013                        |         |         |         |         |         |         |         |         |         |
| -              | Vlag van Denemarken | Mathias 'Zanka' Jørgensen* | CV      | 7              | 1              | 2016     | 1e                                      | FC Kopenhagen            | 12 augustus 2013                       |         |         |         |         |         |         |         |         |         |
| -              | Vlag van België     | Burak Kardes               | LB      | 7              | 0              | 2015     | 1e                                      | Jeugdopleiding           | 3 augustus 2013                        |         |         |         |         |         |         |         |         |         |
| -              | Vlag van Nederland  | Menno Koch                 | RB/CV   | 34             | 8              | 2016     | 1e                                      | Jeugdopleiding           | 3 augustus 2013                        |         |         |         |         |         |         |         |         |         |
| -              | Vlag van Nederland  | Abel Tamata*               | LB/RB   | 19             | 0              | 2015     | 1e                                      | Roda JC (huurbasis)      | 3 augustus 2013                        |         |         |         |         |         |         |         |         |         |
| -              | Vlag van Nederland  | Bram van Vlerken           | RB      | 3              | 0              | 2016     | 1e                                      | Jeugdopleiding           | 14 februari 2014                       |         |         |         |         |         |         |         |         |         |
| -              | Vlag van Nederland  | Jordy de Wijs              | LB      | 7              | 0              |          | 1e                                      | Jeugdopleiding           | 28 februari 2014                       |         |         |         |         |         |         |         |         |         |
| Middenvelders  |                     |                            |         |                |                |          |                                         |                          |                                        |         |         |         |         |         |         |         |         |         |
| -              | Vlag van Nederland  | Thomas Horsten             | CVM     | 31             | 1              | 2015     | 1e                                      | Jeugdopleiding           | 3 augustus 2013                        |         |         |         |         |         |         |         |         |         |
| -              | Vlag van Egypte     | Alexander Jakobsen         | CM      | 6              | 1              | 2015     | 1e                                      | Jeugdopleiding           | 19 augustus 2013                       |         |         |         |         |         |         |         |         |         |
| -              | Vlag van Nederland  | Clint Leemans              | CM      | 27             | 3              | 2016     | 1e                                      | Jeugdopleiding           | 20 september 2013                      |         |         |         |         |         |         |         |         |         |
| -              | Vlag van Nederland  | Farshad Noor               | CM      | 30             | 1              | ?        | 1e                                      | Jeugdopleiding           | 3 augustus 2013                        |         |         |         |         |         |         |         |         |         |
| -              | Vlag van Nederland  | Peter van Ooijen*          | RM/RB   | 25             | 3              | 2015     | 1e                                      | Jeugdopleiding           | 3 augustus 2013                        |         |         |         |         |         |         |         |         |         |
| -              | Vlag van Nederland  | Tufan Özbozkurt            | CM      | 26             | 2              | 2015     | 1e                                      | Jeugdopleiding           | 3 augustus 2013                        |         |         |         |         |         |         |         |         |         |
| -              | Vlag van Nederland  | Rai Vloet                  | CAM/CA  | 26             | 5              | 2015     | 1e                                      | Jeugdopleiding           | 20 september 2013                      |         |         |         |         |         |         |         |         |         |
| -              | Vlag van Nederland  | Georginio Wijnaldum*       | CM      | 2              | 2              | 2015     | 1e                                      | Feyenoord                | 10 februari 2014                       |         |         |         |         |         |         |         |         |         |
| Aanvallers     |                     |                            |         |                |                |          |                                         |                          |                                        |         |         |         |         |         |         |         |         |         |
| -              | Vlag van België     | Zakaria Bakkali*           | RB/LB   | 1              | 0              | 2016     | 1e                                      | Jeugdopleiding           | 16 december 2013                       |         |         |         |         |         |         |         |         |         |
| -              | Vlag van Montenegro | Aleksandar Boljević        | LB      | 16             | 3              | 2014     | 1e                                      | FK Zeta (gehuurd)        | 20 januari 2014                        |         |         |         |         |         |         |         |         |         |
| -              | Vlag van Nederland  | Florian Jozefzoon*         | RB      | 7              | 3              | 2016     | 1e                                      | RKC Waalwijk             | 2 september 2013                       |         |         |         |         |         |         |         |         |         |
| -              | Vlag van Slovenië   | Tim Matavž*                | CA      | 2              | 0              | 2016     | 1e                                      | FC Groningen             | 26 januari 2014                        |         |         |         |         |         |         |         |         |         |
| -              | Vlag van Nederland  | Luciano Narsingh*          | RB      | 3              | 3              | 2017     | 1e                                      | SC Heerenveen            | 6 oktober 2013                         |         |         |         |         |         |         |         |         |         |
| -              | Vlag van Nederland  | Elvio van Overbeek         | LB/RB   | 36             | 8              | 2015     | 1e                                      | Jeugdopleiding           | 3 augustus 2013                        |         |         |         |         |         |         |         |         |         |
| -              | Vlag van Nederland  | Mohamed Rayhi              | LB/LM   | 36             | 7              | 2015     | 1e                                      | Jeugdopleiding           | 3 augustus 2013                        |         |         |         |         |         |         |         |         |         |
| -              | Vlag van Ivoorkust  | Moussa Sanoh               | RB      | 1              | 0              | 2016     | 1e                                      | Jeugdopleiding           | 7 maart 2014                           |         |         |         |         |         |         |         |         |         |
| -              | Vlag van Nederland  | Alex Schalk                | CA      | 16             | 6              | 2014     | 1e                                      | NAC Breda (gehuurd)      | 20 januari 2014                        |         |         |         |         |         |         |         |         |         |

- Speler met een * zijn ook spelers van de A-selectie van PSV
- Bijgewerkt t/m 29 april 2014

Vertrokken tijdens seizoen 2013/2014
| Nat.                | Naam                    | Positie      | Jupiler League | Jupiler League | Contract  | Per               | Nieuwe club                  | Transfersom |
| Nat.                | Naam                    | Positie      | W              |                | Contract  | Per               | Nieuwe club                  | Transfersom |
| ------------------- | ----------------------- | ------------ | -------------- | -------------- | --------- | ----------------- | ---------------------------- | ----------- |
| Vlag van Nederland  | Geraldo Alberto Antonio | Aanvaller    | 6              | 1              | Ontbonden | 17 september 2013 | Sparta Rotterdam             | N.V.T.      |
| Vlag van Uruguay    | Ruben Bentancourt       | Aanvaller    | 19             | 1              | N.N.B.    | 31 januari 2014   | Atalanta Bergamo(Italië)     | €250.000    |
| Vlag van Bulgarije  | Stanislav Manolev       | Verdediger   | 10             | 1              | Ontbonden | 17 januari 2014   | Kuban Krasnodar(Rusland)     | N.V.T.      |
| Vlag van Oostenrijk | Marcel Ritzmaier        | Middenvelder | 1              | 0              | 2014      | 8 augustus 2013   | Cambuur Leeuwarden(verhuurd) | N.V.T.      |
| Vlag van Nederland  | Rik Schouw              | Middenvelder | 14             | 0              | Ontbonden | 20 januari 2014   | Achilles '29                 | N.V.T.      |
| Vlag van Nederland  | Wouter Soomer           | Verdediger   | 1              | 0              | Ontbonden |                   | FC Utrecht                   | N.V.T.      |

## Wedstrijdstatistieken

### Eerste divisie
| 1e speelronde | Sparta Rotterdam                                                                      | 2 - 2 (0 - 1)                       | Jong PSV                                                                         | Selectie Jong PSV: |
| za. 3 augustus 2013 Aanvangstijd: 16:30 uur Plaats: Rotterdam Het Kasteel Toeschouwers: 6.624 Scheidsrechter: Ed Janssen                                                                                    | Iliass Bel Hassani 60' Cendrino Misidjan 69'                                          | 0 - 1 1 - 1 2 - 1 2 - 2             | 29' Mohamed Rayhi 76' Menno Koch                                                 | BASISOPSTELLING: N. Bertrams - Kardeş, Koch, Hendrix, Tamata - Noor, Horsten, Ritzmaier - Van Ooijen, Antonio, Rayhi RESERVEBANK: Van Leer, Dengering, Jakobsen, Özbozkurt, Schouw, Van Overbeek, Hermannsson WISSELS: 73' Van Overbeek - Rayhi 81' Schouw - Van Ooijen 90' Özbozkurt - Ritzmaier        |
| - Mohamed Rayhi (32') en Thomas Horsten (55') kregen een gele kaart. |                                                                                       |                                     |                                                                                  | |
| 2e speelronde | Jong PSV                                                                              | 1 - 1 (0 - 1)                       | SBV Excelsior                                                                    | Selectie Jong PSV: |
| ma. 12 augustus 2013 Aanvangstijd: 20:00 uur Plaats: Eindhoven Philips Stadion Toeschouwers: 1.300 Scheidsrechter: Edwin Boot                                                                               | Zanka 69'                                                                             | 0 - 1 1 - 1                         | 40' Lars Hutten                                                                  | BASISOPSTELLING: N. Bertrams - Kardeş, Koch, Zanka, Tamata - Noor, Horsten, Schouw - Van Ooijen, Antonio, Rayhi RESERVEBANK: Van Leer, Dengering, Jakobsen, Özbozkurt, Van Overbeek, Heesakkers, Soomer WISSELS: 58' Van Overbeek - Schouw 72' Özbozkurt - Van Ooijen                                    |
| - Menno Koch (56') kreeg een gele kaart. |                                                                                       |                                     |                                                                                  | |
| 3e speelronde | Jong PSV                                                                              | 4 - 0 (1 - 0)                       | FC Oss                                                                           | Selectie Jong PSV: |
| ma. 19 augustus 2013 Aanvangstijd: 20:00 uur Plaats: Eindhoven Jan Louwers Stadion Toeschouwers: 750 Scheidsrechter: Tom Koekoek                                                                            | Menno Koch 10' Geraldo Alberto Antonio 54' Menno Koch (p.) 60' Alexander Jakobsen 86' | 1 - 0 2 - 0 3 - 0 4 - 0             |                                                                                  | BASISOPSTELLING: Tyton - Manolev, Koch, Hendrix, Tamata - Noor, Horsten, Van Ooijen - Van Overbeek, Antonio, Rayhi RESERVEBANK: Van Leer, Kardeş, Hermannsson, Schouw, Özbozkurt,Bentancourt, Jakobsen WISSELS: 61' Hermannsson - Hendrix 66' Bentancourt - Antonio 81' Jakobsen - Van Overbeek          |
| - Thomas Horsten (22') en Alexander Jakobsen (82') kregen een gele kaart. |                                                                                       |                                     |                                                                                  | |
| 4e speelronde | BV De Graafschap                                                                      | 3 - 0 (1 - 0)                       | Jong PSV                                                                         | Selectie Jong PSV: |
| za. 24 augustus 2013 Aanvangstijd: 16:30 uur Plaats: Doetinchem Stadion De Vijverberg Toeschouwers: 3.768 Scheidsrechter: Rogier Honig                                                                      | Jerry van Ewijk 9' Piotr Parzyszek 51' Piotr Parzyszek 58'                            | 1 - 0 2 - 0 3 - 0                   |                                                                                  | BASISOPSTELLING: N. Bertrams - Kardeş, Koch, Hermannsson, Tamata - Noor, Horsten, Van Ooijen - Van Overbeek, Antonio, Rayhi RESERVEBANK: Van Leer, Dengering, Soomer, Schouw, Özbozkurt, Bentancourt, Jakobsen WISSELS: 46' Dengering - Kardeş 60' Özbozkurt - Noor 81' Bentancourt - Tamata             |
| - Mohamed Rayhi (90') en Geraldo Alberto Antonio (90') kregen een directe rode kaart. Hjörtur Hermannsson (15'), Burak Kardeş (25'), Ruben Bentancourt (84') en Thomas Horsten (90') kregen een gele kaart. |                                                                                       |                                     |                                                                                  | |
| 5e speelronde | FC Dordrecht                                                                          | 2 - 0 (1 - 0)                       | Jong PSV                                                                         | Selectie Jong PSV: |
| vr. 30 augustus 2013 Aanvangstijd: 20:00 uur Plaats: Dordrecht GN Bouw Stadion Toeschouwers: 2.812 Scheidsrechter: Martin van den Kerkhof                                                                   | Andreas Luckermans 20' Erixon Danso 69'                                               | 1 - 0 2 - 0                         |                                                                                  | BASISOPSTELLING: Van Leer - Kardeş, Koch, Hermannsson, Schouw - Van Ooijen, Horsten, Özbozkurt - Noor, Bentancourt, Rayhi RESERVEBANK: J. Bertrams, Dengering, Soomer, Van Overbeek, Jakobsen WISSELS: 46' Dengering - Kardeş 64' Van Overbeek - Van Ooijen 72' Jakobsen - Rayhi                         |
| - Thomas Horsten (58') kreeg een directe rode kaart. Burak Kardeş (36') kreeg een gele kaart. |                                                                                       |                                     |                                                                                  | |
| 6e speelronde | Jong PSV                                                                              | 2 - 4 (2 - 0)                       | Jong Ajax                                                                        | Selectie Jong PSV: |
| ma. 2 september 2013 Aanvangstijd: 20:00 uur Plaats: Eindhoven Philips Stadion Toeschouwers: 1500 Scheidsrechter: Siemen Mulder                                                                             | Mohamed Rayhi 4' Ruben Bentancourt 10'                                                | 1 - 0 2 - 0 2 - 1 2 - 2 2 - 3 2 - 4 | 50' Dejan Meleg 55' Stanislav Lobotka 63' Dejan Meleg '73 (p.) Fabian Sporkslede | BASISOPSTELLING: Tyton - Arias, Koch, Zanka, Tamata - Schouw, Özbozkurt, Van Ooijen - Jozefzoon, Bentancourt, Rayhi RESERVEBANK: Van Leer, Kardeş, Hermannsson, Dengering, Antonio,Van Overbeek, Jakobsen WISSELS: 46' Antonio - Bentancourt 75' Jakobsen - Zanka 79' Van Overbeek - Rayhi               |
| - Mathias Zanka Jørgensen (64') en Przemyslaw Tyton (72') kregen een gele kaart. |                                                                                       |                                     |                                                                                  | |
| 7e speelronde | Willem II                                                                             | 2 - 0 (0 - 0)                       | Jong PSV                                                                         | Selectie Jong PSV: |
| zo. 8 september 2013 Aanvangstijd: 12:30 uur Plaats: Tilburg Koning Willem II-stadion Toeschouwers: 7.600 Scheidsrechter: Jeroen Manschot                                                                   | Jordens Peters 60' Ruud Boymans 67'                                                   | 1 - 0 2 - 0                         |                                                                                  | BASISOPSTELLING: N. Bertrams - Arias, Koch, Zanka, Tamata - Van Ooijen, Horsten, Özbozkurt, Schouw - Bentancourt, Rayhi RESERVEBANK: Van Leer, Dengering, Kardeş, Noor, Van Overbeek, Antonio, Jakobsen WISSELS: 65' Van Overbeek - Schouw 70' Noor - Van Ooijen 72' Antonio - Bentancourt               |
| - Mathias Zanka Jørgensen (90+1, 90+3') kreeg een rode kaart(2× geel). Peter van Ooijen (16'), Ruben Bentancourt (26') en Santiago Arias (83') kregen een gele kaart.                                       |                                                                                       |                                     |                                                                                  | |
| 8e speelronde | Jong PSV                                                                              | 0 - 0 (0 - 0)                       | Fortuna Sittard                                                                  | Selectie Jong PSV: |
| ma. 16 september 2013 Aanvangstijd: 20:00 uur Plaats: Eindhoven Philips Stadion Toeschouwers: 700 Scheidsrechter: Allard Lindhout                                                                           |                                                                                       |                                     |                                                                                  | BASISOPSTELLING: Van Leer - Manolev, Koch, Hermannsson, Tamata - Van Ooijen, Horsten, Özbozkurt - Jozefzoon, Bentancourt, Rayhi RESERVEBANK: J. Bertrams, Dengering, Soomer, Schouw, Noor, Jakobsen, Van Overbeek WISSELS: 63' Van Overbeek - Bentancourt 69' Schouw - Horsten 86' Jakobsen - Rayhi      |
| |                                                                                       |                                     |                                                                                  | |
| 9e speelronde | FC Den Bosch                                                                          | 2 - 1 (2 - 1)                       | Jong PSV                                                                         | Selectie Jong PSV: |
| vr. 20 september 2013 Aanvangstijd: 20:00 uur Plaats: 's-Hertogenbosch De Vliert Toeschouwers: 3.673 Scheidsrechter: Christiaan Bax                                                                         | Ralf Seuntjens 12' Ralf Seuntjens 40'                                                 | 0 - 1 1 - 1 2 - 1                   | 5' Farshad Noor                                                                  | BASISOPSTELLING: N. Bertrams - Kardeş, Dengering, Hermannsson, Schouw - Noor, Horsten, Özbozkurt - Van Ooijen, Bentancourt, Rayhi RESERVEBANK: Van Leer, Soomer, Leemans, Jakobsen, Vloet, Van Overbeek WISSELS: 74' Vloet - Noor 74' Van Overbeek - Schouw 81' Leemans - Bentancourt                    |
| - Tufan Özbozkurt (30'), Thomas Horsten (42') en Burak Kardeş (69') kregen een gele kaart. |                                                                                       |                                     |                                                                                  | |
| 10e speelronde | Jong PSV                                                                              | 2 - 1 (1 - 1)                       | Jong FC Twente                                                                   | Selectie Jong PSV: |
| ma. 30 september 2013 Aanvangstijd: 20:00 uur Plaats: Eindhoven Philips Stadion Toeschouwers: 500 Scheidsrechter: Davy Otto                                                                                 | Florian Jozefzoon 9' Rai Vloet 61'                                                    | 1 - 0 1 - 1 2 - 1                   | 36' Jari Oosterwijk                                                              | BASISOPSTELLING: N. Bertrams - Manolev, Hermannsson, Tamata, Heesakkers - Van Ooijen, Horsten, Leemans - Jozefzoon, Vloet, Rayhi RESERVEBANK: Van Leer, Kardeş, Soomer, Schouw, Noor, Bentancourt, Van Overbeek WISSELS: 64' Kardeş - Manolev 78' Noor - Van Ooijen 81' Van Overbeek - Jozefzoon         |
| - Thomas Horsten (57') kreeg een gele kaart. |                                                                                       |                                     |                                                                                  | |
| 11e speelronde | Achilles '29                                                                          | 3 - 2 (0 - 2)                       | Jong PSV                                                                         | Selectie Jong PSV: |
| zo. 6 oktober 2013 Aanvangstijd: 14:30 uur Plaats: Groesbeek Sportpark De Heikant Toeschouwers: 1.488 Scheidsrechter: Siemen Mulder                                                                         | Kursad Sürmeli 69' Freek Thoone (p.) 88' Freek Thoone 90+3'                           | 0 - 1 0 - 2 1 - 2 2 - 2 3 - 2       | 5' Menno Koch 25'Mohamed Rayhi                                                   | BASISOPSTELLING: Van Leer - Hermannsson, Koch, Heesakkers, Leemans - Noor, Van Ooijen, Özbozkurt - Narsingh, Vloet, Rayhi RESERVEBANK: De La Paz, Soomer, Kardeş, Schouw, Jakobsen, Bentancourt, Van Overbeek WISSELS: 46' Van Overbeek - Narsingh 72' Schouw - Özbozkurt 86' Bentancourt - Leemans      |
| - Hjörtur Hermannsson(87') en Sander Heesakkers (90+2') kregen een gele kaart. |                                                                                       |                                     |                                                                                  | |
| 12e speelronde | Jong PSV                                                                              | 3 - 0 (2 - 0)                       | FC Volendam                                                                      | Selectie Jong PSV: |
| ma. 14 oktober 2013 Aanvangstijd: 20:00 uur Plaats: Eindhoven Philips Stadion Toeschouwers: 8.200 Scheidsrechter: Karel van den Heuvel                                                                      | Luciano Narsingh 10' Luciano Narsingh 26' Peter van Ooijen 85'                        | 1 - 0 2 - 0 3 - 0                   |                                                                                  | BASISOPSTELLING: Van Leer - Dengering, Zanka, Tamata, Heesakkers - Van Ooijen, Horsten, Noor - Narsingh, Bentancourt, Jozefzoon RESERVEBANK: De La Paz, Van Vlerken, Soomer, De Wijs, Schouw, Jakobsen WISSELS: 62' Jakobsen - Narsingh 85' Schouw - Van Ooijen 85' Soomer - Heesakkers                  |
| - Ruben Bentancourt (30') en Sander Heesakers(69') kregen een gele kaart. |                                                                                       |                                     |                                                                                  | |
| 13e speelronde | Helmond Sport                                                                         | 1 - 1 (0 - 0)                       | Jong PSV                                                                         | Selectie Jong PSV: |
| vr. 18 oktober 2013 Aanvangstijd: 20:00 uur Plaats: Helmond Lavans Stadion Toeschouwers: 3.217 Scheidsrechter: Edwin van de Graaf                                                                           | Davy Brouwers 90'                                                                     | 0 - 1 1 - 1                         | 61' Luciano Narsingh                                                             | BASISOPSTELLING: Van Leer - Manolev, Koch, Hermannsson, Tamata - Noor, Horsten, Leemans - Narsingh, Vloet, Rayhi RESERVEBANK: J. Bertrams, Soomer, Kardeş, Heesakkers, Dengering, Bentancourt, Van Overbeek WISSELS: 55' Dengering - Manolev 71' Van Overbeek - Narsingh 90' Bentancourt - Leemans       |
| |                                                                                       |                                     |                                                                                  | |
| 14e speelronde | Jong PSV                                                                              | 3 - 1 (2 - 0)                       | SC Telstar                                                                       | Selectie Jong PSV: |
| ma. 28 oktober 2013 Aanvangstijd: 20:00 uur Plaats: Eindhoven Philips Stadion Toeschouwers: 800 Scheidsrechter: Martin Pérez                                                                                | Clint Leemans 14' Mohamed Rayhi 38' Rai Vloet 57'                                     | 1 - 0 2 - 0 2 - 1 3 - 1             | 54' Johan Kulhan                                                                 | BASISOPSTELLING: J. Bertrams - Manolev, Koch, Hermannsson, Heesakkers - Van Ooijen, Horsten, Leemans - Van Overbeek, Vloet, Rayhi RESERVEBANK: De La Paz, Dengering, Soomer, Özbozkurt, Noor, Jakobsen, Bentancourt WISSELS: 79' Noor - Rayhi 85' Bentancourt - Van Overbeek 90' Özbozkurt - Leemans     |
| - Rai Vloet (75') kreeg een directe rode kaart. Stanislav Manolev (59') en Clint Leemans (69') kregen een gele kaart.                                                                                       |                                                                                       |                                     |                                                                                  | |
| 15e speelronde | VVV-Venlo                                                                             | 0 - 2 (0 - 0)                       | Jong PSV                                                                         | Selectie Jong PSV: |
| zo. 3 november 2013 Aanvangstijd: 14:30 uur Plaats: Venlo De Koel Toeschouwers: 3.900 Scheidsrechter: Rogier Honig                                                                                          |                                                                                       | 0 - 1 0 - 2                         | 80' (p.) Menno Koch 86' Tufan Özbozkurt                                          | BASISOPSTELLING: Van Leer - Manolev, Koch, Hermannsson, Tamata - Noor, Horsten, Leemans - Van Overbeek, Bentancourt, Rayhi RESERVEBANK: J. Bertrams, Soomer, Heesakkers, Dengering, Schouw, Özbuzkurt WISSELS: 78' Özbozkurt - Leemans 88' Schouw - Van Overbeek 90+2' Heesakkers - Rayhi                |
| - Stanislav Manolev (70') kreeg een gele kaart. |                                                                                       |                                     |                                                                                  | |
| 16e speelronde | Jong PSV                                                                              | 3 - 2 (0 - 1)                       | MVV Maastricht                                                                   | Selectie Jong PSV: |
| ma. 11 november 2013 Aanvangstijd: 20:00 uur Plaats: Eindhoven Jan Louwers Stadion Toeschouwers: 300 Scheidsrechter: Davy Otto                                                                              | Thomas Horsten 71' Menno Koch 75' Tufan Özbozkurt 88'                                 | 0 - 1 1 - 1 2 - 1 2 - 2 3 - 2       | 54' Tom van Hyfte 80' Maic Sema                                                  | BASISOPSTELLING: N. Bertrams - Dengering, Koch, Hermannsson, Tamata - Van Ooijen, Horsten, Noor - Van Overbeek, Bentancourt, Rayhi RESERVEBANK: Van Leer, Kardeş, Soomer, Schouw, Özbozkurt, Jakobsen WISSELS: 65' Schouw - Dengering 74' Özbozkurt - Noor 85' Jakobsen - Van Overbeek                   |
| - Farshad Noor (66') en Ruben Bentancourt (70') kregen een gele kaart. |                                                                                       |                                     |                                                                                  | |
| 17e speelronde | FC Emmen                                                                              | 0 - 2 (0 - 0)                       | Jong PSV                                                                         | Selectie Jong PSV: |
| za. 16 november 2013 Aanvangstijd: 18:45 uur Plaats: Emmen Univé Stadion Toeschouwers: 2.510 Scheidsrechter: Siemen Mulder                                                                                  |                                                                                       | 0 - 1 0 - 2                         | 64' Peter van Ooijen 90+3' Elvio van Overbeek                                    | BASISOPSTELLING: Zoet - Dengering, Koch, Zanka, Tamata - Van Ooijen, Horsten, Noor - Jozefzoon, Bentancourt, Rayhi RESERVEBANK: Van Leer, Soomer, Hermannsson, Schouw, Özbozkurt, Van Overbeek, Jakobsen WISSELS: 88' Van Overbeek - Jozefzoon 90+2' Özbozkurt - Noor 90+4' Schouw - Rayhi               |
| - Ruben Bentancourt (77') kreeg een gele kaart. |                                                                                       |                                     |                                                                                  | |
| 18e speelronde | Jong PSV                                                                              | 2 - 2 (2 - 1)                       | Almere City                                                                      | Selectie Jong PSV: |
| vr. 22 november 2013 Aanvangstijd: 20:00 uur Plaats: Eindhoven Philips Stadion Toeschouwers: 4.000 Scheidsrechter: Christiaan Bax                                                                           | Rai Vloet 32' Elvio van Overbeek 35'                                                  | 0 - 1 1 - 1 2 - 1 2 - 2             | 31' Charles Dissels 50' Charles Dissels                                          | BASISOPSTELLING: N. Bertrams - Manolev, Koch, Hermannsson, Heesakkers - Noor, Horsten, Leemans - Van Overbeek, Vloet, Rayhi RESERVEBANK: Van Leer, Dengering, Soomer, Schouw, Özbozkurt, Jakobsen WISSELS: 64' Özbozkurt - Leemans 90' Schouw - Rayhi                                                    |
| |                                                                                       |                                     |                                                                                  | |
| 19e speelronde | Jong PSV                                                                              | 1 - 2 (1 - 1)                       | FC Eindhoven                                                                     | Selectie Jong PSV: |
| ma. 2 december 2013 Aanvangstijd: 19:00 uur Plaats: Eindhoven Philips Stadion Toeschouwers: 10.700 Scheidsrechter: Jeroen Sanders                                                                           | Elvio van Overbeek 2'                                                                 | 1 - 0 1 - 1 1 - 2                   | 15' Nayib Lagouireh 59' Jens van Son                                             | BASISOPSTELLING: Tyton - Brenet, Koch, Hermannsson, Hendrix - Noor, Horsten, Van Ooijen - Van Overbeek, Vloet, Rayhi RESERVEBANK: Van Leer, Dengering, Heesakkers, Schouw, Özbozkurt, Leemans, Bentancourt WISSELS: 60' Leemans - Rayhi 78' Özbozkurt - Noor 78' Bentancourt - Van Ooijen                |
| - Mohamed Rayhi (23'), Elvio van Overbeek (72') en Menno Koch (90+1') kregen een gele kaart. |                                                                                       |                                     |                                                                                  | |
| 20e speelronde | Jong Ajax                                                                             | 2 - 2 (0 - 1)                       | Jong PSV                                                                         | Selectie Jong PSV: |
| ma. 9 december 2013 Aanvangstijd: 20:00 uur Plaats: Amsterdam Sportpark De Toekomst Toeschouwers: 831 Scheidsrechter: Martin Pérez                                                                          | Sam Hendriks (p.) 77' Bas Kuipers 82'                                                 | 0 - 1 0 - 2 1 - 2 2 - 2             | 7' Mohamed Rayhi 59' Stanislav Manolev                                           | BASISOPSTELLING: N. Bertrams - Manolev, Koch, Hermannsson, Heesakkers - Van Ooijen, Horsten, Leemans - Van Overbeek, Vloet, Rayhi RESERVEBANK: Van Leer, Soomer, Dengering, Schouw, Noor, Özbozkurt, Bentancourt WISSELS: 71' Noor - Rayhi 78' Schouw - Van Ooijen 80' Özbozkurt - Vloet                 |
| - Sander Heesakkers (41', 76') kreeg een rode kaart(2× geel). Thomas Horsten (45') en Clint Leemans (81') kregen een gele kaart.                                                                            |                                                                                       |                                     |                                                                                  | |
| 21e speelronde | Jong PSV                                                                              | 3 - 0 (1 - 0)                       | FC Dordrecht                                                                     | Selectie Jong PSV: |
| ma. 16 december 2013 Aanvangstijd: 20:00 uur Plaats: Eindhoven Philips Stadion Toeschouwers: 250 Scheidsrechter: Edwin van de Graaf                                                                         | Florian Jozefzoon 26' Clint Leemans 57' Florian Jozefzoon 81'                         | 1 - 0 2 - 0 3 - 0                   |                                                                                  | BASISOPSTELLING: Van Leer - Manolev, Koch, Hermannsson, Brenet - Van Ooijen, Horsten, Leemans - Jozefzoon, Vloet, Bakkali RESERVEBANK: J. Bertrams, Dengering, Noor, Özbozkurt, Van Overbeek, Bentancourt, Rayhi WISSELS: 75' Rayhi - Bakkali 84' Noor - Leemans 87' Bentancourt - Vloet                 |
| |                                                                                       |                                     |                                                                                  | |
| 22e speelronde | FC Oss                                                                                | 1 - 2 (0 - 1)                       | Jong PSV                                                                         | Selectie Jong PSV: |
| vr. 20 december 2013 Aanvangstijd: 20:00 uur Plaats: Oss Frans Heesen Stadion Toeschouwers: 1.393 Scheidsrechter: Karel van den Heuvel                                                                      | Gieljan Tissingh 76'                                                                  | 0 - 1 0 - 2 1 - 2                   | 9' Elvio van Overbeek 53' Peter van Ooijen                                       | BASISOPSTELLING: Van Leer - Manolev, Koch, Hermannsson, Heesakkers - Van Ooijen, Horsten, Leemans - Van Overbeek, Vloet, Rayhi RESERVEBANK: J. Bertrams, Soomer, Dengering, Schouw, Noor, Özbozkurt, Bentancourt WISSELS: 75' Noor - Leemans 86' Bentancourt - Vloet 90' Özbozkurt - Van Overbeek        |
| - Rai Vloet (62') kreeg een gele kaart. |                                                                                       |                                     |                                                                                  | |
| 23e speelronde | Jong PSV                                                                              | 0 - 0 (0 - 2)                       | De Graafschap                                                                    | Selectie Jong PSV: |
| ma. 20 januari 2014 Aanvangstijd: 20:00 uur Plaats: Eindhoven Jan Louwers Stadion Toeschouwers: 250 Scheidsrechter: Allard Lindhout                                                                         |                                                                                       | 0 - 1 0 - 2                         | 85' Vlatko Lazic 89' Nathan Kabasele                                             | BASISOPSTELLING: Van Leer - Brenet, Koch, Hermannsson, Hendrix - Horsten, Vloet, Leemans - Van Overbeek, Schalk, Rayhi RESERVEBANK: J. Bertrams, Dengering, Van Vlerken, De Wijs, Özbozkurt, Bentancourt, Boljević WISSELS: 73' Boljević - Rayhi 79' Bentancourt - Van Overbeek 86' Özbozkurt - Leemans  |
| - Jorrit Hendrix (18') kreeg een gele kaart. |                                                                                       |                                     |                                                                                  | |
| 24e speelronde | SBV Excelsior                                                                         | 2 - 1 (0 - 0)                       | Jong PSV                                                                         | Selectie Jong PSV: |
| zo. 26 januari 2014 Aanvangstijd: 12:30 uur Plaats: Rotterdam Woudestein Toeschouwers: 2.123 Scheidsrechter: Martin Pérez                                                                                   | Lars Veldwijk 57' Lars Veldwijk (p.) 83'                                              | 1 - 0 2 - 0 2 - 1                   | 86' Elvio van Overbeek                                                           | BASISOPSTELLING: Van Leer - Brenet, Koch, Hermannsson, Dengering - Horsten, Vloet, Leemans - Jozefzoon, Matavž, Schalk RESERVEBANK: J. Bertrams, Van Vlerken, Özbozkurt, Boljević, Van Overbeek, Rayhi, Bentancourt WISSELS: 63' Boljević - Matavž 73' Bentancourt - Schalk 77' Van Overbeek - Jozefzoon |
| - Ruben Bentancourt (77') en Benjamin van Leer (83') kregen een gele kaart. |                                                                                       |                                     |                                                                                  | |
| 25e speelronde | Jong PSV                                                                              | 0 - 1 (1 - 2)                       | Sparta Rotterdam                                                                 | Selectie Jong PSV: |
| ma. 3 februari 2014 Aanvangstijd: 20:00 uur Plaats: Eindhoven Jan Louwers Stadion Toeschouwers: 360 Scheidsrechter: Rogier Honig                                                                            | Rai Vloet 51'                                                                         | 0 - 1 0 - 2                         | 22' Stef Peeters 66' Mimoun Mahi                                                 | BASISOPSTELLING: Tyton - Dengering, Koch, Hermannsson, Leemans - Van Ooijen, Vloet, Özbozkurt - Van Overbeek, Matavž, Rayhi RESERVEBANK: J. Bertrams, Horsten, Jakobsen, Schalk, Boljević WISSELS: 46' Boljević - Rayhi 75' Schalk - Matavž 85' Horsten - Van Ooijen                                     |
| - Peter van Ooijen (43') en Alex Schalk(87') kregen een gele kaart. |                                                                                       |                                     |                                                                                  | |
| 26e speelronde | Jong PSV                                                                              | 3 - 0 (2 - 0)                       | Helmond Sport                                                                    | Selectie Jong PSV: |
| ma. 10 februari 2014 Aanvangstijd: 20:00 uur Plaats: Eindhoven Philips Stadion Toeschouwers: 340 Scheidsrechter: Richard Martens                                                                            | Georginio Wijnaldum 11' Alex Schalk 14' Alex Schalk 90+1'                             | 1 - 0 2 - 0 3 - 0                   |                                                                                  | BASISOPSTELLING: Van Leer - Brenet, Koch, Hermannsson, Leemans - Van Ooijen, Wijnaldum, Özbozkurt - Van Overbeek, Schalk, Boljević RESERVEBANK: J. Bertrams, Dengering, Horsten, Van Vlerken, Vloet, Rayhi WISSELS: 46' Vloet - Wijnaldum 74' Rayhi - Boljević                                           |
| - Clint Leemans (85') en Peter van Ooijen (90+1')kregen een gele kaart. |                                                                                       |                                     |                                                                                  | |
| 27e speelronde | SC Telstar                                                                            | 2 - 2 (0 - 1)                       | Jong PSV                                                                         | Selectie Jong PSV: |
| vr. 14 februari 2014 Aanvangstijd: 20:00 uur Plaats: Velsen Tata Steel Stadion Toeschouwers: 1.454 Scheidsrechter: Tom Koekoek                                                                              | Ingmar Maayen 65' Ingmar Maayen 88'                                                   | 0 - 1 0 - 2 1 - 2 2 - 2             | 3' Elvio van Overbeek 61' Aleksandar Boljević                                    | BASISOPSTELLING: J. Bertrams - Dengering, Koch, Hermannsson, Leemans - Van Ooijen, Vloet, Özbozkurt - Van Overbeek, Schalk, Boljević RESERVEBANK: De La Paz, Van Vlerken, Heesakkers, Horsten, Jakobsen, Rayhi WISSELS: 60' Rayhi - Van Overbeek 83' Horsten - Boljević 86' Van Vlerken - Vloet          |
| - Elvio van Overbeek (19') en Rai Vloet (83') kregen een gele kaart. |                                                                                       |                                     |                                                                                  | |
| 28e speelronde | Jong PSV                                                                              | 2 - 0 (0 - 0)                       | FC Emmen                                                                         | Selectie Jong PSV: |
| ma. 24 februari 2014 Aanvangstijd: 20:00 uur Plaats: Eindhoven Jan Louwers Stadion Toeschouwers: 260 Scheidsrechter: Christiaan Bax                                                                         | Alex Schalk 59' Alex Schalk 81'                                                       | 1 - 0 2 - 0                         |                                                                                  | BASISOPSTELLING: Tyton - Brenet, Koch, Zanka, Heesakkers - Van Ooijen, Vloet, Leemans - Van Overbeek, Schalk, Boljević RESERVEBANK: J. Bertrams, Dengering, Hermannsson, Tamata, Horsten, Özbozkurt, Rayhi WISSELS: 70' Tamata - Heesakkers 80' Rayhi - Boljević                                         |
| - Mohamed Rayhi (90+1') kreeg een gele kaart. |                                                                                       |                                     |                                                                                  | |
| 29e speelronde | Almere City                                                                           | 1 - 3 (0 - 2)                       | Jong PSV                                                                         | Selectie Jong PSV: |
| vr. 28 februari 2014 Aanvangstijd: 20:00 uur Plaats: Almere Almere City Stadion Toeschouwers: 1.237 Scheidsrechter: Karel van den Heuvel                                                                    | Charles Dissels 75'                                                                   | 0 - 1 0 - 2 1 - 2 1 - 3             | 8' Elvio van Overbeek 43' Aleksandar Boljević 90' Elvio van Overbeek             | BASISOPSTELLING: Van Leer - Dengering, Hermannsson, De Wijs, Tamata - Van Ooijen, Vloet, Leemans - Van Overbeek, Schalk, Boljević RESERVEBANK: J. Bertrams, Van Vlerken, Horsten, Noor, Özbozkurt, Rayhi WISSELS: 64' Van Vlerken - Tamata 78' Noor - Boljević 88' Rayhi - Schalk                        |
| - Peter van Ooijen (19'), Dennis Dengering (60') en Jordy de Wijs (77') kregen een gele kaart. |                                                                                       |                                     |                                                                                  | |
| 30e speelronde | FC Eindhoven                                                                          | 1 - 2 (1 - 0)                       | Jong PSV                                                                         | Selectie Jong PSV: |
| vr. 7 maart 2014 Aanvangstijd: 20:00 uur Plaats: Eindhoven Jan Louwers Stadion Toeschouwers: 3.209 Scheidsrechter: Jeroen Manschot                                                                          | Paul Beekmans 31'                                                                     | 1 - 0 1 - 1 1 - 2                   | 52' Clint Leemans 75' Aleksandar Boljević                                        | BASISOPSTELLING: J. Bertrams - Van Vlerken, Koch, De Wijs, Tamata - Noor, Vloet, Leemans - Van Overbeek, Schalk, Boljević RESERVEBANK: De La Paz, Hermannsson, Horsten, Özbozkurt, Sanoh, Rayhi WISSELS: 76' Rayhi - Van Overbeek 88' Hermannsson - Van Vlerken 90' Sanoh - Boljević                     |
| - Alex Schalk (52') en Bram van Vlerken (54') kregen een gele kaart. |                                                                                       |                                     |                                                                                  | |
| 31e speelronde | Jong PSV                                                                              | 2 - 2 (0 - 1)                       | Willem II                                                                        | Selectie Jong PSV: |
| ma. 17 maart 2014 Aanvangstijd: 20:00 uur Plaats: Eindhoven Jan Louwers Stadion Toeschouwers: 1.200 Scheidsrechter: Edwin van de Graaf                                                                      | Joshua Brenet 85' Alex Schalk 90+3'                                                   | 0 - 1 0 - 2 1 - 2 2 - 2             | 12' Ruud Boymans 49' Terell Ondaan                                               | BASISOPSTELLING: Tyton - Brenet, Koch, Hermannsson, Tamata - Van Ooijen, Vloet, Leemans - Van Overbeek, Schalk, Boljević RESERVEBANK: J. Bertrams, Dengering, De Wijs, Noor, Horsten, Özbozkurt, Rayhi WISSELS: 58' Noor - Van Ooijen 64' Rayhi - Van Overbeek 73' Horsten - Hermannsson                 |
| |                                                                                       |                                     |                                                                                  | |
| 32e speelronde | FC Volendam                                                                           | 3 - 1 (1 - 0)                       | Jong PSV                                                                         | Selectie Jong PSV: |
| vr. 21 maart 2014 Aanvangstijd: 20:00 uur Plaats: Volendam Krasstadion Toeschouwers: 3.167 Scheidsrechter: Martin van den Kerkhof                                                                           | Robert Mühren 11' Robert Mühren 74' Ludcinio Marengo 90+4'                            | 1 - 0 1 - 1 2 - 1 3 - 1             | 68' (p.) Menno Koch                                                              | BASISOPSTELLING: De La Paz - Dengering, Koch, Hermannsson, Özbozkurt - Noor, Vloet, Leemans - Van Overbeek, Schalk, Boljević RESERVEBANK: Hooyberghs, De Wijs, Horsten, Rayhi WISSELS: 64' Horsten - Noor 65' Rayhi - Van Overbeek 86' De Wijs - Hermannsson                                             |
| - Tufan Özbozkurt (73') en Jordy de Wijs (90+1') kregen een gele kaart. |                                                                                       |                                     |                                                                                  | |
| 33e speelronde | Fortuna Sittard                                                                       | 2 - 1 (2 - 1)                       | Jong PSV                                                                         | Selectie Jong PSV: |
| vr. 28 maart 2014 Aanvangstijd: 20:00 uur Plaats: Sittard Offermans Joosten stadion Toeschouwers: 2.476 Scheidsrechter: Erwin Blank                                                                         | Jeffrey Vlug 5' Ramon Voorn 24'                                                       | 0 - 1 1 - 1 2 - 1                   | 2' Alex Schalk                                                                   | BASISOPSTELLING: J. Bertrams - Noor, Koch, Alberto, Özbozkurt - Horsten, Vloet, Leemans - Rayhi, Schalk, Boljević RESERVEBANK: De La Paz, Loof, Rommens, Van Overbeek WISSELS: 78' Van Overbeek - Rayhi                                                                                                  |
| - Thomas Horsten (45+1'), Mohamed Rayhi (74'), Tufan Özbozkurt (78') en Clint Leemans (86') kregen een gele kaart.                                                                                          |                                                                                       |                                     |                                                                                  | |
| 34e speelronde | Jong PSV                                                                              | 1 - 1 (1 - 4)                       | FC Den Bosch                                                                     | Selectie Jong PSV: |
| ma. 7 april 2014 Aanvangstijd: 20:00 uur Plaats: Eindhoven Jan Louwers Stadion Toeschouwers: 900 Scheidsrechter: Ingmar Oostrom                                                                             | Mohamed Rayhi 14'                                                                     | 1 - 0 1 - 1 1 - 2 1 - 3 1 - 4       | 35' Istvan Bakx 62' Barry Maguire 72' (p.) Barry Maguire 85' Maarten Boddaert    | BASISOPSTELLING: Tyton - Brenet, Koch, De Wijs, Tamata - Noor, Vloet, Leemans - Rayhi, Schalk, Boljević RESERVEBANK: Van Leer, Dengering, Alberto, Özbozkurt, Van Overbeek WISSELS: 65' Dengering - Tamata 78' Van Overbeek - Schalk 81' Alberto - Vloet                                                 |
| - Jordy de Wijs (34') kreeg een rode kaart. |                                                                                       |                                     |                                                                                  | |
| 35e speelronde | Jong FC Twente                                                                        | 2 - 0 (0 - 0)                       | Jong PSV                                                                         | Selectie Jong PSV: |
| ma. 14 april 2014 Aanvangstijd: 20:00 uur Plaats: Enschede Grolsch Veste Toeschouwers: 414 Scheidsrechter: Edwin Boot                                                                                       | Thijs Bouma 82' Kristopher Vida 85'                                                   | 1 - 0 2 - 0                         |                                                                                  | BASISOPSTELLING: Van Leer - Dengering, Koch, Zanka, Özbozkurt - Noor, Vloet, Leemans - Rayhi, Schalk, Boljević RESERVEBANK: J. Bertrams, Alberto, Rommens, Horsten, Van Overbeek WISSELS: 65' Van Overbeek - Rayhi 74' Horsten - Vloet 84' Özbozkurt - Alberto                                           |
| - Farshad Noor (43') kreeg een gele kaart. |                                                                                       |                                     |                                                                                  | |
| 36e speelronde | Jong PSV                                                                              | 2 - 1 (1 - 1)                       | Achilles '29                                                                     | Selectie Jong PSV: |
| vr. 18 april 2014 Aanvangstijd: 20:00 uur Plaats: Eindhoven Philips Stadion Toeschouwers: 494 Scheidsrechter: Erik Lambrechts                                                                               | Mohamed Rayhi 38' Georginio Wijnaldum 72'                                             | 1 - 0 1 - 1 2 - 1                   | 45' Frank Hol                                                                    | BASISOPSTELLING: Van Leer - Brenet, Koch, De Wijs, Tamata - Wijnaldum, Vloet, Leemans - Van Overbeek, Schalk, Rayhi RESERVEBANK: J. Bertrams, Dengering, Heesakkers, Özbozkurt, Horsten, Noor, Boljević WISSELS: 59' Boljević - Rayhi 81' Noor - Leemans 88' Horsten - Van Overbeek                      |
| |                                                                                       |                                     |                                                                                  | |
| 37e speelronde | Jong PSV                                                                              | 2 - 1 (1 - 0)                       | VVV-Venlo                                                                        | Selectie Jong PSV: |
| ma. 21 april 2014 Aanvangstijd: 20:00 uur Plaats: Eindhoven Philips Stadion Toeschouwers: 1.058 Scheidsrechter: Stijn Berben                                                                                | Rai Vloet 38' Menno Koch 68'                                                          | 1 - 0 2 - 0 2 - 1                   | 71' Joeri Schroyen                                                               | BASISOPSTELLING: J. Bertrams - Noor, Koch, De Wijs, Dengering - Özbozkurt, Vloet, Leemans - Rayhi, Schalk, Boljević RESERVEBANK: Van Leer, Heesakkers, Horsten, Van Overbeek WISSELS: 73' Heesakkers - De Wijs 73' Van Overbeek - Rayhi 87' Horsten - Özbozkurt                                          |
| - Dennis Dengering (34') kreeg een gele kaart. |                                                                                       |                                     |                                                                                  | |
| 38e speelronde | MVV Maastricht                                                                        | 1 - 1 (1 - 0)                       | Jong PSV                                                                         | Selectie Jong PSV: |
| vr. 25 april 2014 Aanvangstijd: 20:00 uur Plaats: Maastricht Geusselt Toeschouwers: 2.942 Scheidsrechter: Tom Koekoek                                                                                       | Danny Schreurs (p.) 22'                                                               | 1 - 0 1 - 1                         | 71' (e.d.) Kjell Knops                                                           | BASISOPSTELLING: J. Bertrams - Noor, Koch, De Wijs, Dengering - Horsten, Vloet, Leemans - Rayhi, Schalk, Boljević RESERVEBANK: De La Paz, Heesakkers, Özbozkurt, Van Overbeek WISSELS: 46' Heesakkers - Dengering 55' Özbozkurt - De Wijs 83' Van Overbeek - Boljević                                    |
| - Dennis Dengering (23') en Mohamed Rayhi (40') kregen een gele kaart. |                                                                                       |                                     |                                                                                  | |

### Eindstand
| №  | Club             | WG | W  | G  | V  | DV | DT | +/– | Punten |
| -- | ---------------- | -- | -- | -- | -- | -- | -- | --- | ------ |
|    | Willem II        | 38 | 24 | 7  | 7  | 78 | 38 | +40 | 79     |
| 2  | FC Dordrecht     | 38 | 21 | 10 | 7  | 83 | 50 | +33 | 73     |
| 3  | Excelsior        | 38 | 18 | 12 | 8  | 70 | 39 | +31 | 66     |
| 4  | FC Den Bosch     | 38 | 18 | 8  | 12 | 61 | 60 | +1  | 62     |
| 5  | VVV-Venlo        | 38 | 18 | 7  | 13 | 58 | 52 | +6  | 61     |
| 6  | FC Eindhoven     | 38 | 18 | 6  | 14 | 69 | 60 | +9  | 60     |
| 7  | De Graafschap    | 38 | 16 | 10 | 12 | 67 | 48 | +19 | 58     |
| 8  | Fortuna Sittard  | 38 | 15 | 11 | 12 | 59 | 45 | +14 | 56     |
| 9  | FC Volendam      | 38 | 16 | 8  | 14 | 67 | 71 | –4  | 56     |
| 10 | Jong PSV         | 38 | 15 | 9  | 14 | 62 | 57 | +5  | 54     |
| 11 | MVV Maastricht   | 38 | 15 | 8  | 15 | 46 | 46 | 0   | 53     |
| 12 | FC Emmen         | 38 | 14 | 9  | 15 | 64 | 68 | –4  | 51     |
| 13 | Helmond Sport    | 38 | 13 | 12 | 13 | 62 | 67 | –5  | 51     |
| 14 | Jong Ajax        | 38 | 15 | 5  | 18 | 57 | 72 | –15 | 50     |
| 15 | Telstar          | 38 | 13 | 6  | 19 | 50 | 79 | –29 | 45     |
| 16 | Sparta Rotterdam | 38 | 12 | 8  | 18 | 58 | 51 | +7  | 44     |
| 17 | Jong FC Twente   | 38 | 12 | 7  | 19 | 47 | 61 | –14 | 43     |
| 18 | Almere City FC   | 38 | 11 | 8  | 19 | 49 | 65 | –16 | 41     |
| 19 | FC Oss           | 38 | 9  | 4  | 25 | 49 | 78 | –29 | 31     |
| 20 | Achilles '29     | 38 | 6  | 7  | 25 | 40 | 89 | –49 | 25     |

### Toeschouwers
| №      | Club             | Totaal    | Duels | Gem   | +/–     | Record |
| ------ | ---------------- | --------- | ----- | ----- | ------- | ------ |
| 1      | Willem II        | 175.010   | 19    | 9.211 | –18,6%  | 13.760 |
| 2      | De Graafschap    | 109.649   | 19    | 5.771 | –26,0%  | 9.300  |
| 3      | Sparta Rotterdam | 105.845   | 19    | 5.571 | –21,1%  | 10.221 |
| 4      | MVV Maastricht   | 80.370    | 19    | 4.230 | –18,6%  | 6.656  |
| 5      | VVV-Venlo        | 77.090    | 19    | 4.057 | –40,5%  | 4.900  |
| 6      | FC Den Bosch     | 68.509    | 19    | 3.606 | –5,6%   | 5.287  |
| 7      | FC Volendam      | 62.222    | 19    | 3.275 | –0,4%   | 4.922  |
| 8      | Fortuna Sittard  | 55.648    | 19    | 2.929 | –27,9%  | 5.252  |
| 9      | FC Dordrecht     | 55.307    | 19    | 2.911 | +27,8%  | 4.088  |
| 10     | FC Eindhoven     | 51.513    | 19    | 2.711 | +9,0%   | 3.664  |
| 11     | FC Emmen         | 51.105    | 19    | 2.690 | +11,6%  | 4.520  |
| 12     | Helmond Sport    | 47.912    | 19    | 2.522 | –16,5%  | 3.478  |
| 13     | Excelsior        | 45.436    | 19    | 2.391 | +4,5%   | 3.289  |
| 14     | Telstar          | 36.751    | 19    | 1.934 | +14,8%  | 2.963  |
| 15     | Achilles '29     | 28.370    | 19    | 1.493 | +133,3% | 2.270  |
| 16     | FC Oss           | 27.910    | 19    | 1.469 | –20,3%  | 3.449  |
| 17     | Jong Ajax        | 23.690    | 19    | 1.237 | NIEUW   | 7.064  |
| 18     | Jong PSV         | 33.822    | 19    | 1.204 | NIEUW   | 10.700 |
| 19     | Almere City      | 20.049    | 19    | 1.055 | –7,4%   | 1.648  |
| 20     | Jong FC Twente   | 16.726    | 19    | 879   | NIEUW   | 3.817  |
| Totaal | Totaal           | 1.172.934 | 380   | 3.056 | –15,0%  | 13.760 |

2013/14 · 2014/15 · 2015/16 · 2016/17 · 2017/18 · 2018/19 · 2019/20 · 2020/21 · 2021/22 · 2022/23 · 2023/24 · 2024/25
Achilles '29 ·
Jong Ajax ·
Almere City FC ·
FC Den Bosch ·
FC Dordrecht ·
FC Eindhoven ·
FC Emmen ·
Excelsior ·
Fortuna Sittard ·
De Graafschap ·
Helmond Sport ·
MVV Maastricht ·
FC Oss ·
Jong PSV ·
Sparta Rotterdam ·
Telstar ·
Jong FC Twente ·
VVV-Venlo ·
FC Volendam ·
Willem II